# 3. Biathlon-Weltcup 2022/23 (Annecy/Le Grand-Bornand)
Der 3. Weltcup der Biathlon-Saison 2022/23 fand in der französischen Gemeinde Le Grand-Bornand in der Nähe von Annecy im Département Haute-Savoie statt. Die Wettkämpfe im Stadion Sylvie Becaert wurden zum insgesamt vierten Mal vom 12. bis 18. Dezember 2022 ausgetragen.

## Wettkampfprogramm
| Datum        | Männer    | Männer               | Frauen    | Frauen                |
| ------------ | --------- | -------------------- | --------- | --------------------- |
| Do, 15.12.22 | 14:10 Uhr | Sprint (10 km)       |           |                       |
| Fr, 16.12.22 |           |                      | 14:15 Uhr | Sprint (7,5 km)       |
| Sa, 17.12.22 | 12:10 Uhr | Verfolgung (12,5 km) | 14:15 Uhr | Verfolgung (10 km)    |
| So, 18.12.22 | 12:10 Uhr | Massenstart (15 km)  | 14:15 Uhr | Massenstart (12,5 km) |

## Teilnehmende Nationen und Athleten
| Nation               | Anzahl               | Athlet | Athletin |  |
| Europa (22 Nationen) | Europa (22 Nationen) | Europa (22 Nationen)                                                                                                  | Europa (22 Nationen) |  |
| -------------------- | -------------------- | --- | --- |  |
| Belgien              | 2+1                  | Florent Claude, Thierry Langer                                                                                        | Lotte Lie |  |
| Bulgarien            | 4+3                  | Wladimir Iliew, Wassil Saschew, Anton Sinapow, Blagoj Todew                                                           | Daniela Kadewa, Marija Sdrawkowa, Milena Todorowa                                                                                 |  |
| Deutschland          | 6+6                  | Benedikt Doll, Philipp Horn, Johannes Kühn, Roman Rees, Justus Strelow, David Zobel                                   | Denise Herrmann-Wick, Janina Hettich-Walz, Franziska Preuß, Sophia Schneider, Vanessa Voigt, Anna Weidel                          |  |
| Estland              | 4+4                  | Robert Heldna, Raido Ränkel, Kristo Siimer, Rene Zahkna                                                               | Susan Külm, Regina Ermits, Johanna Talihärm, Tuuli Tomingas                                                                       |  |
| Finnland             | 5+5                  | Tuomas Harjula, Olli Hiidensalo, Heikki Laitinen, Jaakko Ranta, Tero Seppälä                                          | Mari Eder, Erika Jänkä, Nastassja Kinnunen, Venla Lehtonen, Suvi Minkkinen                                                        |  |
| Frankreich           | 6+6                  | Émilien Claude, Fabien Claude, Quentin Fillon Maillet, Antonin Guigonnat, Émilien Jacquelin, Éric Perrot              | Sophie Chauveau, Chloé Chevalier, Anaïs Chevalier-Bouchet, Caroline Colombo, Lou Jeanmonnot, Julia Simon                          |  |
| Griechenland         | 2                    | Apostolos Angelis, Nikolaos Tsourekas                                                                                 | |  |
| Italien              | 4+5                  | Didier Bionaz, Daniele Fauner, Tommaso Giacomel, David Zingerle                                                       | Hannah Auchentaller, Samuela Comola, Rebecca Passler, Lisa Vittozzi, Dorothea Wierer                                              |  |
| Kroatien             | 1+1                  | Krešimir Crnković | Anika Kožica |  |
| Lettland             | 3+2                  | Edgars Mise, Aleksandrs Patrijuks, Andrejs Rastorgujevs                                                               | Baiba Bendika, Annija Sabule |  |
| Litauen              | 4+2                  | Karol Dombrovski, Maksim Fomin, Tomas Kaukėnas, Vytautas Strolia                                                      | Gabrielė Leščinskaitė, Natalija Kočergina                                                                                         |  |
| Moldau               | 2+2                  | Pawel Magasejew, Michail Ussow                                                                                        | Alla Ghilenko, Alina Stremous |  |
| Norwegen             | 6+6                  | Filip Fjeld Andersen, Johannes Thingnes Bø, Tarjei Bø, Vetle Sjåstad Christiansen, Johannes Dale, Sturla Holm Lægreid | Karoline Erdal, Ragnhild Femsteinevik, Emilie Ågheim Kalkenberg, Karoline Offigstad Knotten, Ida Lien, Ingrid Landmark Tandrevold |  |
| Österreich           | 4+5                  | Patrick Jakob, David Komatz, Felix Leitner, Harald Lemmerer                                                           | Anna Gandler, Lisa Hauser, Julia Schwaiger, Tamara Steiner, Dunja Zdouc                                                           |  |
| Polen                | 3+4                  | Jan Guńka, Grzegorz Guzik, Marcin Zawół                                                                               | Joanna Jakieła, Anna Mąka, Natalia Sidorowicz, Kamila Żuk                                                                         |  |
| Rumänien             | 3+3                  | George Buta, Cornel Puchianu, Dmitri Schamajew                                                                        | Anastassija Tolmatschowa, Jelena Tschirkowa, Natalja Uschkina                                                                     |  |
| Schweden             | 6+6                  | Oskar Brandt, Peppe Femling, Jesper Nelin, Emil Nykvist, Martin Ponsiluoma, Sebastian Samuelsson                      | Anna Magnusson, Stina Nilsson, Elvira Öberg, Hanna Öberg, Linn Persson, Johanna Skottheim                                         |  |
| Schweiz              | 5+5                  | Joscha Burkhalter, Jeremy Finello, Niklas Hartweg, Sebastian Stalder, Serafin Wiestner                                | Amy Baserga, Aita Gasparin, Elisa Gasparin, Lena Häcki-Groß, Lea Meier                                                            |  |
| Slowakei             | 2+4                  | Michal Šíma, Tomáš Sklenárik                                                                                          | Ivona Fialková, Paulína Bátovská Fialková, Mária Remeňová, Zuzana Remeňová                                                        |  |
| Slowenien            | 5+1                  | Alex Cisar, Miha Dovžan, Jakov Fak, Rok Tršan, Anton Vidmar                                                           | Polona Klemenčič |  |
| Tschechien           | 5+5                  | Mikuláš Karlík, Michal Krčmář, Jonáš Mareček, Tomáš Mikyska, Jakub Štvrtecký                                          | Lucie Charvátová, Markéta Davidová, Jessica Jislová, Eliška Václavíková, Tereza Voborníková                                       |  |
| Ukraine              | 5+5                  | Anton Dudtschenko, Taras Lessjuk, Witalij Mandsyn, Artem Pryma, Bohdan Zymbal                                         | Olena Bilossjuk, Darija Blaschko, Julija Dschyma, Anna Krywonos, Anastassija Merkuschyna                                          |  |
| Amerika (2 Nationen) |                      | | |  |
| Kanada               | 4+4                  | Jules Burnotte, Trevor Kiers, Christian Gow, Adam Runnalls                                                            | Emily Dickson, Emma Lunder, Nadia Moser, Benita Peiffer                                                                           |  |
| Vereinigte Staaten   | 4+5                  | Jake Brown, Václav Červenka, Sean Doherty, Paul Schommer                                                              | Kelsey Dickinson, Tara Geraghty-Moats, Chloe Levins, Deedra Irwin, Joanne Reid                                                    |  |
| Asien (3 Nationen)   |                      | | |  |
| Japan                | 3+3                  | Jin Nakajima, Mikito Tachizaki, Ryu Yamamoto                                                                          | Hikaru Fukuda, Asuka Hachisuka, Fuyuko Tachizaki                                                                                  |  |
| Kasachstan           | 3+3                  | Ässet Düissenow, Wladislaw Kirejew, Sergei Sirik                                                                      | Ljudmila Achatowa, Anastassija Kondratjewa, Alina Skripkina                                                                       |  |
| Südkorea             | 2+2                  | Choi Du-jin, Timofei Lapschin                                                                                         | Jekaterina Awwakumowa, Ko Eun-jung                                                                                                |  |
| Ozeanien (1 Nation)  |                      | | |  |
| Neuseeland           | 1                    | Campbell Wright | |  |

## Ausgangslage
Als Führende der Gesamtwertung gingen nach den ersten zwei Wochen Johannes Thingnes Bø und Julia Simon an den Start.
Im deutschen Team wurden nach eher durchschnittlichen Rennen Philipp Nawrath und Juliane Frühwirt gegen Philipp Horn und Janina Hettich-Walz ersetzt. Simon Eder war erkrankt und konnte deswegen nicht an den Start gehen, im Frauenteam bekam Tamara Steiner im Tausch gegen Anna Juppe ihren diesjährigen Weltcupeinstand. In der Schweizer Mannschaft bekam Serafin Wiestner im Wechsel mit Laurin Fravi seinen ersten Weltcupeinsatz der Saison, Italiens Team fehlten weiterhin Lukas Hofer und Patrick Braunhofer.

## Ergebnisse
| 3. Weltcup in Le Grand-Bornand, 12. bis 18. Dezember 2022 | 3. Weltcup in Le Grand-Bornand, 12. bis 18. Dezember 2022 | 3. Weltcup in Le Grand-Bornand, 12. bis 18. Dezember 2022 | 3. Weltcup in Le Grand-Bornand, 12. bis 18. Dezember 2022 | 3. Weltcup in Le Grand-Bornand, 12. bis 18. Dezember 2022 |
| --------------------------------------------------------- | --------------------------------------------------------- | --------------------------------------------------------- | --------------------------------------------------------- | --------------------------------------------------------- |
| Datum                                                     | Disziplin                                                 | Erster Platz                                              | Zweiter Platz                                             | Dritter Platz                                             |
| 15. Dezember 2022 (Do.)                                   | Sprint (10 km)                                            | Johannes Thingnes Bø                                      | Sturla Holm Lægreid                                       | Benedikt Doll                                             |
| 16. Dezember 2022 (Fr.)                                   | Sprint (7,5 km)                                           | Anna Magnusson                                            | Linn Persson                                              | Denise Herrmann-Wick                                      |
| 17. Dezember 2022 (Sa.)                                   | Verfolgung (12,5 km)                                      | Sturla Holm Lægreid                                       | Vetle Sjåstad Christiansen                                | Johannes Thingnes Bø                                      |
| 17. Dezember 2022 (Sa.)                                   | Verfolgung (10 km)                                        | Elvira Öberg                                              | Lisa Vittozzi                                             | Julia Simon                                               |
| 18. Dezember 2022 (So.)                                   | Massenstart (15 km)                                       | Johannes Dale                                             | Sturla Holm Lægreid                                       | Johannes Thingnes Bø                                      |
| 18. Dezember 2022 (So.)                                   | Massenstart (12,5 km)                                     | Lisa Hauser                                               | Julia Simon                                               | Anaïs Chevalier-Bouchet                                   |

## Verlauf

### Sprint

#### Männer
Start: Donnerstag, 15. Dezember 2022, 14:10 Uhr
| Platz | Sportler                   | Zeit        | Schießfehler |
| ----- | -------------------------- | ----------- | ------------ |
| 1     | Johannes Thingnes Bø       | 22:52,2 min | 0+0          |
| 2     | Sturla Holm Lægreid        | +17,6       | 0+0          |
| 3     | Benedikt Doll              | +38,8       | 0+0          |
| 4     | Martin Ponsiluoma          | +52,1       | 1+0          |
| 5     | Timofei Lapschin           | +59,9       | 0+0          |
| 6     | Michal Krčmář              | +1:00,2     | 0+0          |
| 7     | Fabien Claude              | +1:02,1     | 0+1          |
| 8     | Quentin Fillon Maillet     | +1:10,2     | 0+1          |
| 9     | Johannes Dale              | +1:17,1     | 0+1          |
| 10    | Vetle Sjåstad Christiansen | +1:18,4     | 0+1          |
| 0     |                            |             |              |
| 12    | Niklas Hartweg             | +1:24,6     | 0+0          |
| 16    | Felix Leitner              | +1:34,3     | 0+0          |
| 19    | Philipp Horn               | +1:35,9     | 0+0          |
| 20    | Sebastian Stalder          | +1:36,5     | 0+0          |
| 21    | Tommaso Giacomel           | +1:37,4     | 1+1          |
| 22    | David Zobel                | +1:37,6     | 0+1          |
| 27    | Roman Rees                 | +1:49,2     | 1+0          |
| 32    | Joscha Burkhalter          | +1:59,0     | 0+1          |
| 34    | Johannes Kühn              | +2:01,1     | 0+3          |
| 37    | David Komatz               | +2:09,6     | 0+1          |
| 45    | Justus Strelow             | +2:37,0     | 0+2          |
| 48    | Thierry Langer             | +2:40,6     | 1+1          |
| 51    | Daniele Fauner             | +2:45,7     | 0+1          |
| 54    | Serafin Wiestner           | +2:50,7     | 1+2          |
| 56    | Jeremy Finello             | +2:52,0     | 1+2          |
| 63    | Didier Bionaz              | +2:59,4     | 1+1          |
| 69    | Harald Lemmerer            | +3:12,4     | 0+3          |
| 87    | Patrick Jakob              | +3:52,7     | 1+2          |
| 96    | David Zingerle             | +5:07,5     | 3+2          |

Gemeldet: 102 
 Nicht am Start: 2 
 Nicht beendet:  Apostolos Angelis
Im bisher hochwertigsten Sprintrennen der Saison gewann bei leichtem Nebel und einer riesigen Zuschauerkulisse erneut Johannes Thingnes Bø vor Sturla Holm Lægreid, Benedikt Doll schaffte es zum ersten Mal in diesem Winter auf das Podest. Überraschend war der fünfte Rang des gebürtigen Russen Timofei Lapschin, der wie gewohnt mit sehr schnellen Schießzeiten (40 Sekunden für zehn Schüsse) aufzeigte. Auch Michal Krčmář stellte seine gute Form zu Beweis, Sean Doherty wusste trotz eines Schießfehlers mit Rang 11 und damit seinem zweitbesten Karriereergebnis zu überzeugen. Auch die besten Athleten Österreichs, Italiens und der Schweiz wussten zu überzeugen, dahinter war die Ausbeute allerdings erneut eher durchwachsen.

#### Frauen
Start: Freitag, 16. Dezember 2022, 14:15 Uhr
| Platz | Sportler                  | Zeit        | Schießfehler |
| ----- | ------------------------- | ----------- | ------------ |
| 1     | Anna Magnusson            | 21:04,7 min | 0+0          |
| 2     | Linn Persson              | +12,8       | 0+1          |
| 3     | Denise Herrmann-Wick      | +15,2       | 1+0          |
| 4     | Sophie Chauveau           | +19,9       | 0+0          |
| 5     | Mari Eder                 | +21,3       | 0+1          |
| 6     | Lisa Vittozzi             | +31,8       | 0+0          |
| 7     | Paulína Bátovská Fialková | +33,4       | 0+1          |
| 8     | Elvira Öberg              | +33,6       | 0+1          |
| 9     | Lou Jeanmonnot            | +35,2       | 0+0          |
| 10    | Anaïs Chevalier-Bouchet   | +36,8       | 0+1          |
| 11    | Lena Häcki-Groß           | +41,8       | 0+1          |
| 0     |                           |             |              |
| 13    | Dorothea Wierer           | +48,7       | 0+1          |
| 19    | Elisa Gasparin            | +56,9       | 0+1          |
| 20    | Anna Gandler              | +57,5       | 0+1          |
| 22    | Lisa Hauser               | +1:00,2     | 1+1          |
| 24    | Franziska Preuß           | +1:01,4     | 0+1          |
| 27    | Dunja Zdouc               | +1:03,8     | 0+0          |
| 28    | Sophia Schneider          | +1:04,3     | 0+1          |
| 30    | Vanessa Voigt             | +1:11,8     | 0+0          |
| 34    | Lotte Lie                 | +1:19,6     | 0+1          |
| 38    | Anna Weidel               | +1:29,9     | 1+0          |
| 39    | Amy Baserga               | +1:31,4     | 0+0          |
| 41    | Lea Meier                 | +1:36,6     | 1+0          |
| 44    | Samuela Comola            | +1:40,9     | 0+1          |
| 45    | Aita Gasparin             | +1:42,5     | 1+1          |
| 46    | Tamara Steiner            | +1:44,4     | 0+0          |
| 47    | Hannah Auchentaller       | +1:45,8     | 0+0          |
| 48    | Janina Hettich-Walz       | +1:47,1     | 1+1          |
| 56    | Julia Schwaiger           | +1:59,1     | 1+1          |
| 71    | Rebecca Passler           | +2:47,6     | 2+1          |

Gemeldet und am Start: 95
Ziemlich überraschend gewann Anna Magnusson das erste Weltcupeinzel ihrer Karriere, ausschlaggebend waren zwei fehlerfreie Schießen und die viertschnellste Laufzeit aller Athleten. Auch für Linn Persson war es das beste Karriereergebnis, Denise Herrmann-Wick behielt das rote Trikot für die Sprintwertung. Dass das Rennen insgesamt sehr überraschende Ergebnisse lieferte, zeigte Sophie Chauveau, die mit hoher Startnummer einen Podestplatz nur knapp verpasste. Auch für Eder, Bátovská Fialková und Häcki-Groß sprang das beste Saisonresultat heraus, Milena Todorowa auf Rang 12 lief zum zweitbesten Ergebnis ihrer Karriere. Zudem erreichte Anna Gandler mit Position 20 ihr bestes Resultat im dritten Weltcuprennen.

### Verfolgung

#### Männer
Start: Samstag, 17. Dezember 2022, 12:25 Uhr
| Platz | Sportler                   | Zeit        | Schießfehler |
| ----- | -------------------------- | ----------- | ------------ |
| 1     | Sturla Holm Lægreid        | 29:44,1 min | 0+0+1+0      |
| 2     | Vetle Sjåstad Christiansen | +24,6       | 0+0+0+2      |
| 3     | Johannes Thingnes Bø       | +35,8       | 1+0+1+0      |
| 4     | Fabien Claude              | +43,7       | 0+0+1+1      |
| 5     | Filip Fjeld Andersen       | +54,1       | 0+0+1+0      |
| 6     | Sebastian Samuelsson       | +1:03,6     | 1+0+0+1      |
| 7     | Quentin Fillon Maillet     | +1:10,7     | 0+0+0+0      |
| 8     | Antonin Guigonnat          | +1:13,4     | 1+0+1+2      |
| 9     | Tommaso Giacomel           | +1:15,0     | 0+1+1+1      |
| 10    | Artem Pryma                | +1:21,2     | 0+0+0+1      |
| 0     |                            |             |              |
| 13    | Roman Rees                 | +1:44,9     | 0+0+1+0      |
| 14    | Sebastian Stalder          | +1:49,7     | 0+0+0+0      |
| 18    | Benedikt Doll              | +2:25,1     | 1+1+2+1      |
| 23    | Joscha Burkhalter          | +2:53,7     | 0+0+1+0      |
| 25    | Justus Strelow             | +3:05,8     | 0+0+2+0      |
| 26    | Felix Leitner              | +3:07,2     | 0+1+1+0      |
| 29    | Jeremy Finello             | +3:22,1     | 1+1+3+1      |
| 32    | Johannes Kühn              | +3:26,2     | 0+0+1+1      |
| 37    | Thierry Langer             | +4:02,9     | 1+2+1+1      |
| 38    | David Zobel                | +4:06,1     | 0+0+3+1      |
| 44    | David Komatz               | +4:34,9     | 0+1+1+0      |
| 49    | Philipp Horn               | +5:11,3     | 3+1+0+0      |
| 54    | Serafin Wiestner           | +5:47,9     | 1+0+1+2      |
| 56    | Daniele Fauner             | +6:33,5     | 0+2+2+1      |
| DNS   | Niklas Hartweg             |             |              |

Gemeldet: 60 
 Nicht am Start:  Niklas Hartweg 
 Überrundet: 2
In beiden Verfolgungsrennen herrschten äußerst schwierige Streckenverhältnisse. Zunächst wurde versucht, die eisglatte Laufbahn mit Maschinen zu bearbeiten, zudem verschob man den Start beider Rennen um jeweils eine Viertelstunde. Die Verhältnisse führten dazu, dass speziell Athleten, die von der Skimarke Fischer ausgerüstet werden, wenig Halt auf der eisigen Strecke fanden, und deshalb so gut wie keine Chance hatten, das Rennen zu gewinnen. So war Sprintsieger Johannes Thingnes Bø trotz nur zweier Schießfehler chancenlos und musste Sturla Holm Lægreid und Vetle Sjåstad Christiansen die ersten Plätze überlassen. Für Lægreid war es der erste Saisonsieg, damit kam er im Gesamtweltcup auf 49 Punkte an Bø heran. Auch Quentin Fillon Maillet machte trotz zwanzig getroffener Scheiben nur einen Platz gut, Martin Ponsiluoma verlor nach fünf Schießfehlern 18 Plätze. Sehr gute Ergebnisse gab es für Tommaso Giacomel, Artem Pryma, Florent Claude (12.), Sebastian Stalder, Tuomas Harjula (19.) und Joscha Burkhalter. Tero Seppälä machte 29 Plätze gut und lief bis auf Position 20, die schnellste Gesamtlaufzeit lieferte allerdings Jeremy Finello, der trotz seiner sechs Schießfehler 27 Ränge aufholte. Niklas Hartweg war aufgrund einer Erkältung nicht am Start und musste deswegen das blaue Trikot an Filip Fjeld Andersen abgeben.

#### Frauen
Start: Samstag, 17. Dezember 2022, 14:30 Uhr
| Platz | Sportler                   | Zeit        | Schießfehler |
| ----- | -------------------------- | ----------- | ------------ |
| 1     | Elvira Öberg               | 29:42,4 min | 0+0+0+0      |
| 2     | Lisa Vittozzi              | +20,4       | 0+2+0+0      |
| 3     | Julia Simon                | +46,9       | 0+0+1+2      |
| 4     | Ingrid Landmark Tandrevold | +1:19,9     | 0+0+1+2      |
| 5     | Dorothea Wierer            | +1:51,9     | 1+0+2+2      |
| 6     | Linn Persson               | +1:56,1     | 0+1+0+0      |
| 7     | Denise Herrmann-Wick       | +1:57,8     | 1+0+1+1      |
| 8     | Sophie Chauveau            | +2:02,7     | 0+0+1+1      |
| 9     | Anaïs Chevalier-Bouchet    | +2:33,7     | 1+1+1+1      |
| 10    | Franziska Preuß            | +2:37,6     | 0+0+2+0      |
| 11    | Anna Gandler               | +2:47,8     | 0+0+1+0      |
| 12    | Aita Gasparin              | +2:56,0     | 1+0+1+0      |
| 0     |                            |             |              |
| 17    | Vanessa Voigt              | +3:21,2     | 1+1+0+0      |
| 19    | Elisa Gasparin             | +3:21,9     | 0+1+2+2      |
| 20    | Amy Baserga                | +3:22,2     | 0+1+1+0      |
| 21    | Lotte Lie                  | +3:23,5     | 0+0+0+1      |
| 22    | Lisa Hauser                | +3:25,7     | 0+0+0+2      |
| 24    | Sophia Schneider           | +3:35,8     | 1+0+1+1      |
| 27    | Lena Häcki-Groß            | +3:58,4     | 0+1+1+2      |
| 28    | Samuela Comola             | +4:03,3     | 0+1+0+2      |
| 31    | Tamara Steiner             | +4:14,5     | 0+0+0+1      |
| 35    | Dunja Zdouc                | +4:25,0     | 1+0+1+0      |
| 42    | Lea Meier                  | +4:53,7     | 1+0+2+1      |
| 44    | Anna Weidel                | +4:58,0     | 0+1+1+3      |
| 45    | Janina Hettich-Walz        | +5:06,6     | 0+0+0+1      |
| 50    | Hannah Auchentaller        | +5:29,8     | 1+0+2+0      |
| 53    | Julia Schwaiger            | +6:38,9     | 2+0+1+3      |

Gemeldet und am Start: 60 
 Überrundet: 2
Aufgrund der oben beschriebenen Bahnverhältnisse war es auch hier vielen Athletinnen nicht möglich, ihre gute Ausgangslage zu verteidigen. So fiel Sprintsiegerin Anna Magnusson nach nur einem Schießfehler auf Rang 13 zurück, Linn Persson und Denise Herrmann-Wick konnten ihre Position einigermaßen verteidigen. Es gewann wie im Vorjahr Elvira Öberg, sie distanzierte Lisa Vittozzi und Julia Simon dank ihrer makellosen Schießbilanz. Die besten Saisonergebnisse gab es für Franziska Preuß, Anna Gandler und Aita Gasparin, die sich damit auch allesamt für den Massenstart qualifizierten. Für Gandler, Amy Baserga und Tamara Steiner gab es das beste Karriereresultat zu feiern. Die größten Aufholjagden gelangen Gasparin und Baserga, die 19 respektive 23 Positionen gutmachten.

### Massenstart

#### Männer
Start: Sonntag, 18. Dezember 2022, 12:10 Uhr
| Platz | Sportler                   | Zeit        | Schießfehler |
| ----- | -------------------------- | ----------- | ------------ |
| 1     | Johannes Dale              | 35:02,2 min | 0+0+2+0      |
| 2     | Sturla Holm Lægreid        | +0,3        | 0+0+1+1      |
| 3     | Johannes Thingnes Bø       | +10,6       | 0+0+1+2      |
| 4     | Fabien Claude              | +17,2       | 1+0+2+0      |
| 5     | Vetle Sjåstad Christiansen | +19,1       | 0+0+1+2      |
| 6     | Tarjei Bø                  | +20,6       | 0+0+1+1      |
| 7     | Benedikt Doll              | +25,8       | 1+0+0+1      |
| 8     | Sebastian Stalder          | +31,8       | 0+0+0+0      |
| 9     | Filip Fjeld Andersen       | +40,9       | 0+0+0+2      |
| 10    | Tuomas Harjula             | +45,7       | 0+0+2+0      |
| 0     |                            |             |              |
| 13    | Tommaso Giacomel           | +54,3       | 1+2+0+1      |
| 16    | Roman Rees                 | +1:13,1     | 0+0+1+2      |
| 18    | Justus Strelow             | +1:22,4     | 0+0+1+1      |
| 19    | David Zobel                | +1:31,7     | 0+0+2+0      |
| 20    | Felix Leitner              | +1:36,5     | 1+0+0+2      |

Gemeldet und am Start: 30
Bei deutlich verbesserten Bedingungen fanden erneut norwegische Festspiele statt. Dank einer sehr starken Schlussrunde gelang es Johannes Dale, seinen zweiten Weltcupsieg einzufahren, er holte auf den letzten 2,5 Kilometern 10 Sekunden auf Sturla Holm Lægreid auf. Dieser schob sich auf 24 Punkte an Johannes Thingnes Bø in der Weltrangliste heran. Erneut scheiterte Fabien Claude knapp an einem Podest, Benedikt Doll verbaute sich mit einem Schießfehler beim letzten Anschlag einen solchen Podestplatz. Karrierebestleistungen gab es für Sebastian Stalder und Tuomas Harjula, Stalder war nach dem letzten Schießen sogar als Zweiter vom Anschlag gegangen. Enttäuschende Ergebnisse lieferten die Schweden, Sebastian Samuelsson beendete das Rennen mit der langsamsten Laufzeit gar als Letzter.

#### Frauen
Start: Sonntag, 18. Dezember 2022, 14:15 Uhr
| Platz | Sportler                   | Zeit        | Schießfehler |
| ----- | -------------------------- | ----------- | ------------ |
| 1     | Lisa Hauser                | 33:54,1 min | 0+0+1+0      |
| 2     | Julia Simon                | +12,3       | 0+1+1+0      |
| 3     | Anaïs Chevalier-Bouchet    | +14,3       | 0+0+0+1      |
| 4     | Elvira Öberg               | +15,8       | 0+0+1+1      |
| 5     | Sophie Chauveau            | +22,6       | 1+0+1+0      |
| 6     | Lou Jeanmonnot             | +27,2       | 0+1+1+0      |
| 7     | Anna Magnusson             | +30,6       | 0+0+0+1      |
| 8     | Chloé Chevalier            | +32,4       | 0+0+0+1      |
| 9     | Ragnhild Femsteinevik      | +47,9       | 1+0+0+1      |
| 10    | Ingrid Landmark Tandrevold | +51,5       | 0+0+1+2      |
| 0     |                            |             |              |
| 12    | Dorothea Wierer            | +53,0       | 0+0+1+1      |
| 13    | Vanessa Voigt              | +57,7       | 1+0+1+0      |
| 15    | Franziska Preuß            | +1:16,9     | 0+0+2+1      |
| 18    | Anna Weidel                | +1:21,1     | 2+0+1+0      |
| 19    | Anna Gandler               | +1:25,5     | 0+0+1+2      |
| 21    | Denise Herrmann-Wick       | +1:41,2     | 1+1+2+1      |
| 23    | Lisa Vittozzi              | +1:55,0     | 2+2+0+1      |
| 25    | Lena Häcki-Groß            | +1:56,2     | 1+2+1+1      |
| 26    | Aita Gasparin              | +2:01,9     | 1+1+1+0      |
| 28    | Sophia Schneider           | +2:16,7     | 1+2+1+1      |
| 29    | Elisa Gasparin             | +2:41,5     | 0+0+3+1      |

Gemeldet und am Start: 30
In einem sehr spannenden Rennen, was beim letzten Schießen entschieden wurde, siegte Lisa Hauser zum zweiten Mal in der Saison und ließ vier Französinnen und eine Schwedin hinter sich. Für Sophie Chauveau, Lou Jeanmonnot, Chloé Chevalier und Ragnhild Femsteinevik waren es die besten Karriereresultate, auch Anna Magnusson verkaufte sich erneut teuer. Auch für Emma Lunder (11.) und Anna Gandler (19.) gab es beachtenswerte Ergebnisse, während sich die deutsche und die Schweizer Mannschaft eher auf den hinteren Plätzen einsortierten. Caroline Colombo erlitt in der letzten Runde einen Asthmaanfall, lief das Rennen aber trotzdem zu Ende.

## Auswirkungen
Niklas Hartweg fiel durch die beiden verpassten Rennen von Position 6 auf 13 zurück.
| Rang | Name                       | Punkte | Siege | Verän- derung |
| ---- | -------------------------- | ------ | ----- | ------------- |
| 1    | Johannes Thingnes Bø       | 599    | 5     |               |
| 2    | Sturla Holm Lægreid        | 565    | 1     |               |
| 3    | Émilien Jacquelin          | 319    | 0     |               |
| 4    | Vetle Sjåstad Christiansen | 285    | 0     |               |
| 5    | Fabien Claude              | 275    | 0     |               |
| 6    | Martin Ponsiluoma          | 273    | 1     |               |
| 6    | Johannes Dale              | 273    | 1     |               |
| 8    | Quentin Fillon Maillet     | 270    | 0     |               |
| 9    | Sebastian Samuelsson       | 265    | 0     |               |
| 10   | Filip Fjeld Andersen       | 258    | 0     |               |

| Rang | Name                       | Punkte | Siege | Verän- derung |
| ---- | -------------------------- | ------ | ----- | ------------- |
| 1    | Julia Simon                | 471    | 2     |               |
| 2    | Elvira Öberg               | 395    | 1     |               |
| 3    | Lisa Vittozzi              | 373    | 0     |               |
| 4    | Denise Herrmann-Wick       | 356    | 1     |               |
| 5    | Ingrid Landmark Tandrevold | 349    | 0     |               |
| 6    | Linn Persson               | 328    | 0     |               |
| 7    | Lisa Hauser                | 320    | 2     |               |
| 8    | Markéta Davidová           | 293    | 0     |               |
| 9    | Hanna Öberg                | 280    | 1     |               |
| 10   | Dorothea Wierer            | 276    | 0     |               |